# Limnophila brunneistigma
Limnophila brunneistigma là một loài ruồi trong họ Limoniidae. Chúng phân bố ở miền Australasia.